# تانيتاون
تانيتاون (ماريلاند) (بالإنجليزية: Taneytown, Maryland)‏ هي بلدة تقع في الولايات المتحدة في ماريلاند. يقدر عدد سكانها بـ 6,728 نسمة ومساحتها 7.90 كم2 وترتفع عن سطح البحر 154 متر.

## التركيبة السكانية
قام مكتب تعداد الولايات المتحدة بتحديد بيانات التركيبة السكانية لتانيتاونفي تعداد الولايات المتحدة. في ما يلي، التركيبة السكانية حسب تعدادي 2000 و2010.

### تعداد عام 2000
بلغ عدد سكان تانيتاون 5,128 نسمة بحسب تعداد عام 2000، وبلغ عدد الأسر 1,786 أسرة وعدد العائلات 1,387 عائلة مقيمة في البلدة. في حين سجلت الكثافة السكانية 1,781.1 نسمة لكل ميل مربع (687.7/كم2). وبلغ عدد الوحدات السكنية 1,848 وحدة بمتوسط كثافة قدره 641.9 نسمة لكل ميل مربع (247.8/كم2).
وتوزع التركيب العرقي للبلدة بنسبة 96.00% من البيض و 0.16% من الأمريكيين الأصليين و 0.47% من الأمريكيين ذوي الأصول الآسيوية و 1.74% من الأمريكيين الأفارقة و 1.01% من عرقين مختلطين أو أكثر.
بلغ عدد الأسر 1,786 أسرة كانت نسبة 47.9% منها لديها أطفال تحت سن الثامنة عشر تعيش معهم، وبلغت نسبة الأزواج القاطنين مع بعضهم البعض 56.1% من أصل المجموع الكلي للأسر، ونسبة 15.6% من الأسر كان لديها معيلات من الإناث دون وجود شريك، وكانت نسبة 22.3% من غير العائلات. تألفت نسبة 17.9% من أصل جميع الأسر من أفراد ونسبة 7.1% كانوا يعيش معهم شخص وحيد يبلغ من العمر 65 عاماً فما فوق. وبلغ متوسط حجم الأسرة المعيشية 3.22، أما متوسط حجم العائلات فبلغ 2.87.
بلغ العمر الوسطي للسكان 31 عاماً. وكانت نسبة 34.1% من القاطنين تحت سن الثامنة عشر، وكانت نسبة 7.3% بين الثامنة عشر والأربعة وعشرون عاماً، ونسبة 35.4% كانت واقعةً في الفئة العمرية ما بين الخامسة والعشرون حتى والأربعة وأربعون عاماً، ونسبة 15.7% كانت ما بين الخامسة والأربعون حتى الرابعة والستون، ونسبة 7.5% كانت ضمن فئة الخامسة والستون عاماً فما فوق. يوجد لكل 100 أنثى 96.1 ذكر، ويوجد لكل 100 أنثى في الثامنة عشر من عمرها فما فوق 90.7 ذكر.
بلغ متوسط دخل الأسرة في البلدة 42,820 دولار، أما متوسط دخل العائلة فبلغ 49,615 دولار. وكان متوسط دخل الذكور 31,862 دولار مقابل 24,261 دولار للإناث. وسجل دخل الفرد الخاص بالمدينة 16,258 دولار. وكانت نسبة 9.0% من العائلات ونسبة 11.5% من السكان تحت خط الفقر، وكان من هؤلاء نسبة 16.7% تحت سن الثامنة عشر ونسبة 10.0% في الخامسة والستين من العمر وما فوق.

### تعداد عام 2010
بلغ عدد سكان تانيتاون 6,728 نسمة بحسب تعداد عام 2010، وبلغ عدد الأسر 2,434 أسرة وعدد العائلات 1,813 عائلة مقيمة في البلدة. في حين سجلت الكثافة السكانية 2,213.2 نسمة لكل ميل مربع (854.5/كم2). وبلغ عدد الوحدات السكنية 2,554 وحدة بمتوسط كثافة قدره 840.1 لكل ميل مربع (324.4/كم2).
وتوزع التركيب العرقي للبلدة بنسبة 91.3% من البيض و 0.1% من الأمريكيين الأصليين و 0.7% من الأمريكيين ذوي الأصول الآسيوية و 4.5% من الأمريكيين الأفارقة و 2.7% من عرقين مختلطين أو أكثر.
بلغ عدد الأسر 2,434 أسرة كانت نسبة 40.5% منها لديها أطفال تحت سن الثامنة عشر تعيش معهم، وبلغت نسبة الأزواج القاطنين مع بعضهم البعض 55.3% من أصل المجموع الكلي للأسر، ونسبة 14.7% من الأسر كان لديها معيلات من الإناث دون وجود شريك، بينما كانت نسبة 4.4% من الأسر لديها معيلون من الذكور دون وجود شريكة وكانت نسبة 25.5% من غير العائلات. تألفت نسبة 20.5% من أصل جميع الأسر من أفراد ونسبة 8.9% كانوا يعيش معهم شخص وحيد يبلغ من العمر 65 عاماً فما فوق. وبلغ متوسط حجم الأسرة المعيشية 3.14، أما متوسط حجم العائلات فبلغ 2.74.
بلغ العمر الوسطي للسكان 37 عاماً. وكانت نسبة 27.9% من القاطنين تحت سن الثامنة عشر، وكانت نسبة 8.3% بين الثامنة عشر والأربعة وعشرون عاماً، ونسبة 26.2% كانت واقعةً في الفئة العمرية ما بين الخامسة والعشرون حتى والأربعة وأربعون عاماً، ونسبة 24.3% كانت ما بين الخامسة والأربعون حتى الرابعة والستون، ونسبة 13.3% كانت ضمن فئة الخامسة والستون عاماً فما فوق. وتوزع التركيب الجنسي للسكان بنسبة 47.5% ذكور و52.5% إناث.